# 勿
| ウィキペディアには「勿」という見出しの百科事典記事はありません（タイトルに「勿」を含むページの一覧/「勿」で始まるページの一覧）。 代わりにウィクショナリーのページ「勿」が役に立つかもしれません。 |